# Palais Bretfeld
Le palais Bretfeld (ou Breitfeld) est un palais baroque, situé à Prague, dans le quartier de Malá Strana. Il est protégé en tant que monument culturel de la République tchèque et son adresse est rue Nerudova 240/33.

## Histoire

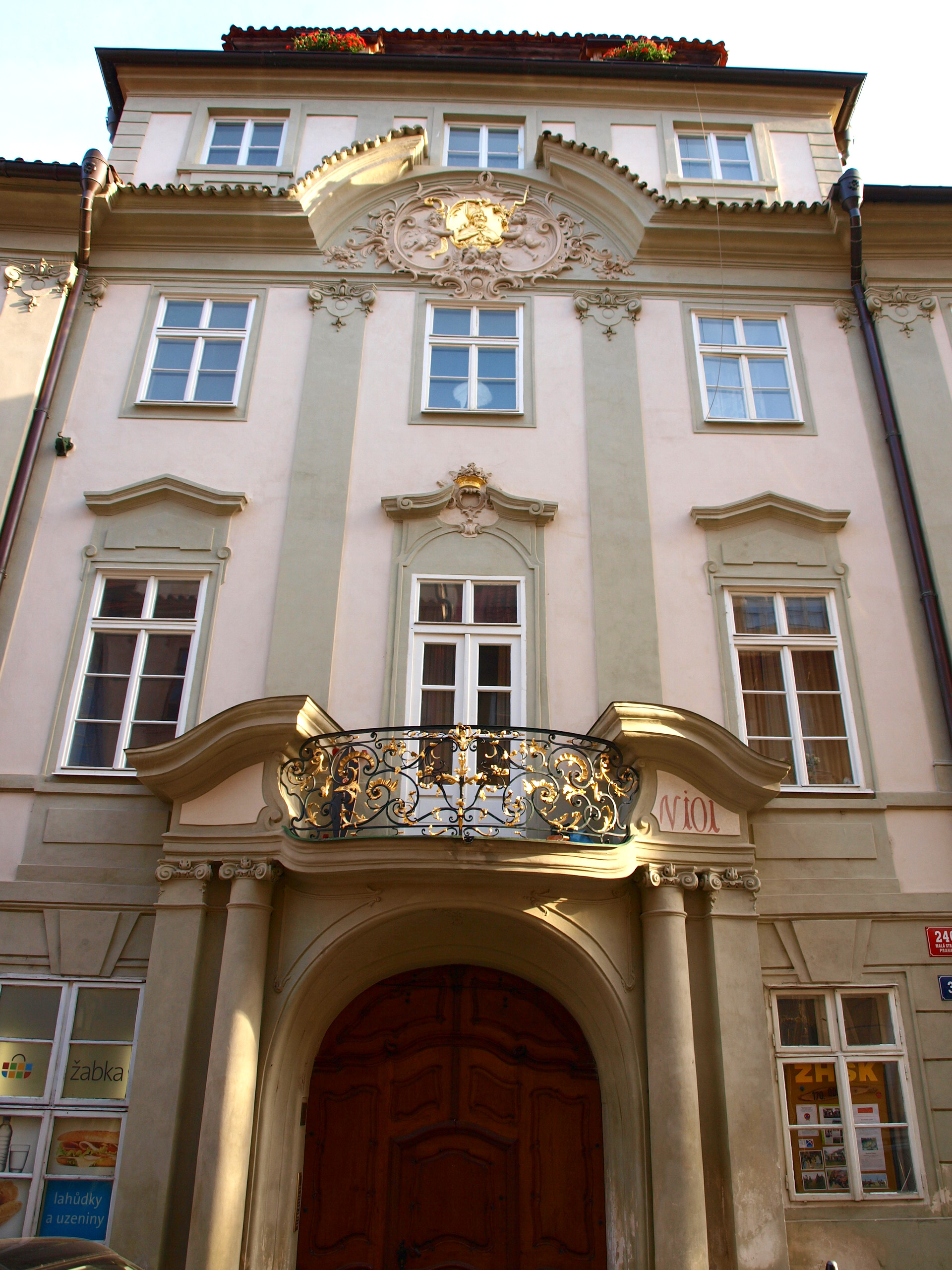
Palais Bretfeld

À l'origine c'était une maison de ville baroque. Il a été reconstruit en 1765 (probablement par Jan Josef Wirch) pour Josef Bretfeld-Chlumčanský. Le palais abritait une vaste collection de livres et de peintures, et s'y tenaient des bals et des concerts très fréquentés. Parmi les invités de marque du palais figuraient entre autres Wolfgang Amadeus Mozart ou Giacomo Casanova. 
Après la mort de Joseph de Bretfeld en 1820, le palais a été acquis par sa fille, Terezie Lažanská, qui l'a revendu quelques années plus tard. 